# Selim III Giray
Selim III Giray, född 1713, död 1786, var Krimkhanatets khan 1765–1767 och 1770–1771.